# Neulautern

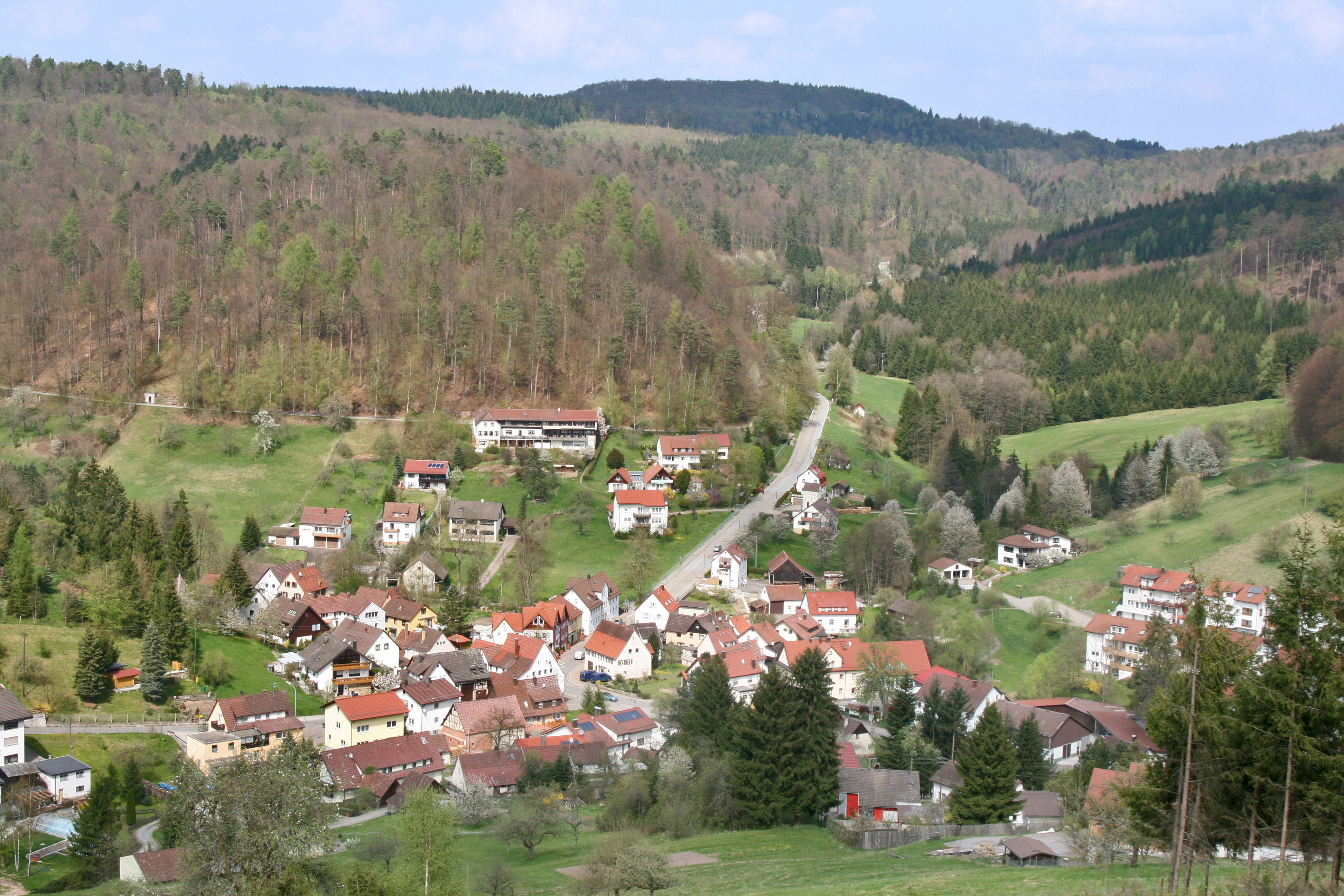
Neulautern von Westen gesehen. Im Hintergrund das Tal des Buchenbachs

Neulautern ist ein Ort, der seit 1973 zur Gemeinde Wüstenrot im Landkreis Heilbronn im nordöstlichen Baden-Württemberg gehört. Er entstand um 1530 im Tal der namengebenden „Spiegelberger“ Lauter als Glashütte mit Wohnsiedlung und hat gegenwärtig rund 530 Einwohner. Die ehemals selbstständige Gemeinde ist heute im Wesentlichen ein Wohnort mit etwas Landwirtschaft und Tourismus.

## Geographie
Neulautern, der südlichste der fünf Wüstenroter Ortsteile, liegt auf etwa 360 m ü. NN im oberen Tal der Lauter, eines weiter nördlich entspringenden kleinen Nebenflusses der Murr, in den dort der aus Nordosten zufließende Buchenbach mündet. Gegenüber der Buchenbachmündung erstreckt sich der Ort auch auf eine schmale Klinge, die Hansenklinge. Das Lautertal liegt in den Löwensteiner Bergen, die zum Naturraum Schwäbisch-Fränkische Waldberge gehören.
Das Gebiet der ehemaligen Gemeinde ist mit einer Fläche von 253 ha relativ klein und überwiegend mit Wald bedeckt, der die Höhen beiderseits des schmalen Wiesentals der Lauter bedeckt. Größere Nachbarorte sind Spiegelberg (Rems-Murr-Kreis) im Süden, Wüstenrot im Nordosten und der Beilsteiner Weiler Stocksberg im Westen. Die Stadt Löwenstein, bis 1806 Sitz der Neulauterner Herrschaft, liegt rund sieben Kilometer entfernt im Nordwesten. Direkte Nachbarorte im Tal der Lauter sind im Süden der zu Spiegelberg gehörende Weiler Eisenlautern, im Norden der Wüstenroter Weiler Lohmühle.

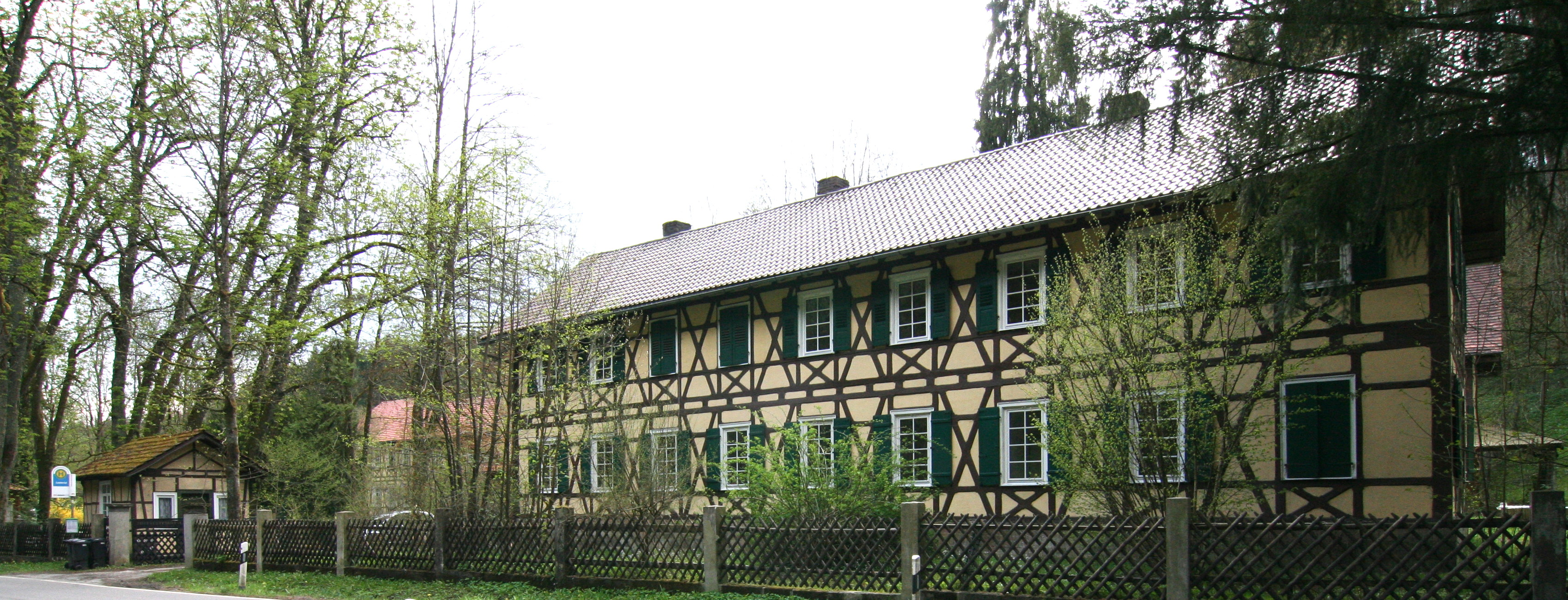
Fabrikanlage Lautertal

Zu Neulautern gehören die Weiler Altlautern (nördlich von Lohmühle) und Buchenbach (östlich der Lauter, an Neulautern direkt angrenzend, hieß früher Pfarrhaus Neulautern, bis 1970 zu Spiegelberg) sowie der 1850 als Fabrik errichtete Wohnplatz Lautertal am Südende der Gemarkung. Altlautern, eine Neulauterner Gemarkungs-Exklave, ist durch die Gemarkungen Wüstenrot und Stocksberg von der Hauptgemarkung Neulauterns getrennt; die Gemarkung Stocksberg reicht zwischen Alt- und Neulautern bis ins Lautertal und umfasst auch den Neulauterner Sportplatz.
Früher gehörten auch die weiter südlich, Richtung Spiegelberg, gelegenen Weiler Eisenlautern (seit 1857) und Gräfliche Roßstaig zu Neulautern; bei einem Gebietsausgleich am 1. Januar 1970 kamen sie zur Gemeinde Spiegelberg. Vom 26. Mai 1945 bis zum 1. Juli 1950 gehörte auch der Weiler Stocksberg zu Neulautern.

## Geschichte

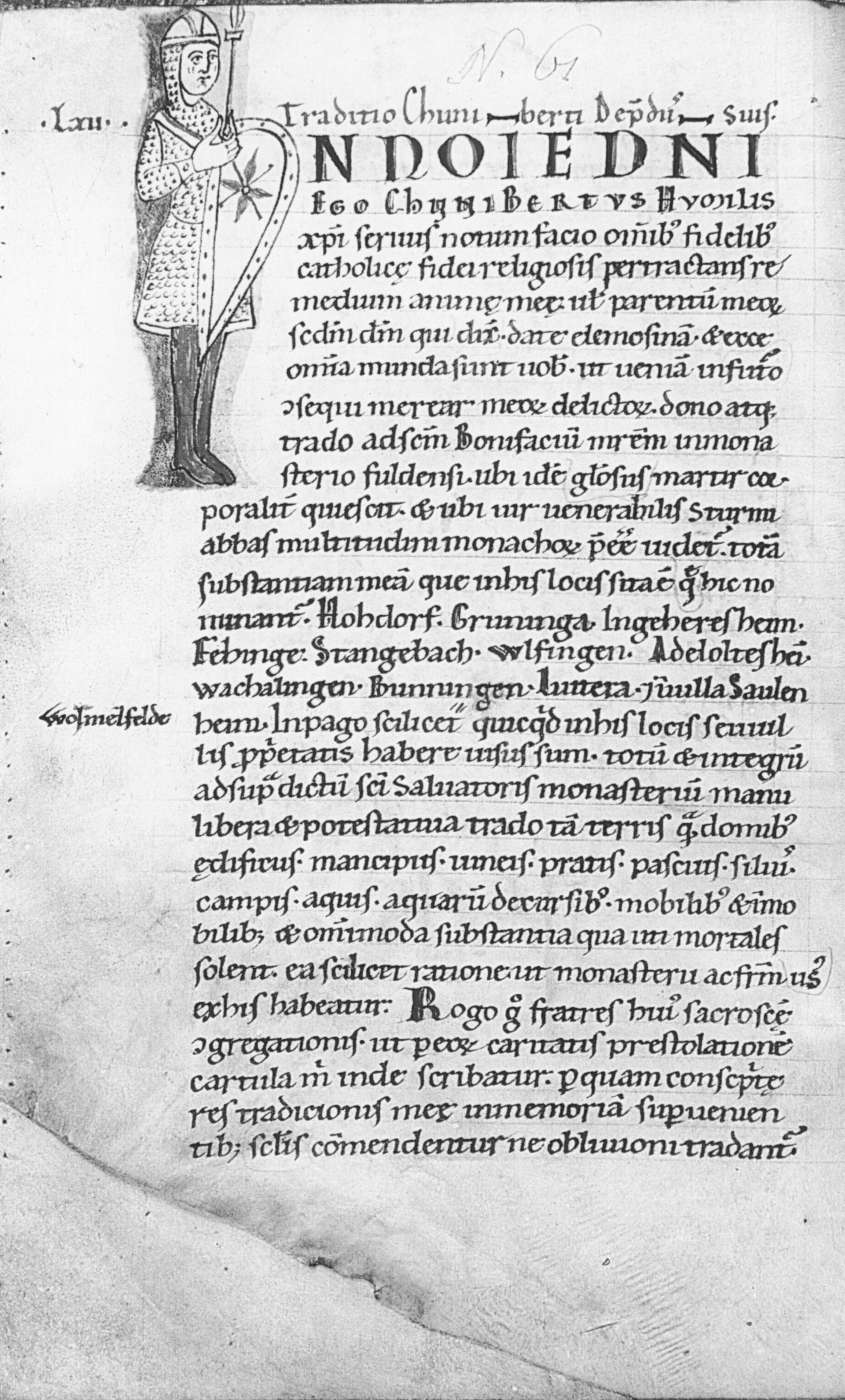
Die fragliche Stelle im Codex Eberhardi. Stangebach etwa in der Bildmitte, Luttera in der Zeile darunter

Eine im Codex Eberhardi enthaltene, im Zeitraum 1150 bis 1160 entstandene Abschrift einer Urkunde aus dem Jahr 779 erwähnt anlässlich einer Schenkung an das Kloster Fulda diverse Orte, darunter neben dem heute zu Wüstenrot gehörenden Weiler Stange(n)bach auch einen Ort namens Luttera. Diese Nennung wurde auf den später zu Neulautern gehörenden Weiler Altlautern bezogen, anders als bei Stangenbach ist aber eine sichere Bestimmung des gemeinten Ortes wegen der Häufigkeit des Ortsnamenselements Lautern hierfür kaum möglich.
1488 wurde Altlautern in einer Beschreibung der Grafschaft Löwenstein, zu der es nun gehörte, wieder erwähnt. Es bestand dort eine Glashütte, die Waldglas produzierte. Das abgelegene Lautertal war zwar reich bewaldet, aber unwegsam, wegen der stark zerklüfteten Hänge lohnten sich die Holzwirtschaft und der Abtransport des hier wachsenden Holzes kaum. Die Glasmacher fanden hingegen hier alles, was sie zur Glasherstellung brauchten, neben dem Holz noch Quarz (in Form von Sand oder Kieseln) und viel Wasser zum Betrieb von Stampfmühlen, und siedelten sich deswegen hier an. Auch anderswo in den Löwensteiner Bergen und im Mainhardter Wald entstanden Glashütten.
Ab 1530 wurde die Glashütte im eine Viertelwegstunde flussabwärts von Altlautern gelegenen Neulautern betrieben. In einem Zinsverzeichnis wurde 1545 Neulautern als „Newe Hutten genannt die Mittellauter“ erstmals genannt. 1551 trat zum ersten Mal der Name „in der Newen Lauter“ auf. Zeitweise hieß der Ort wegen der Glashütte auch Glaslautern. Um die Hütte siedelten sich ihre Beschäftigten an, der Ort Neulautern entstand.
Die Hütte gehörte den Grafen von Löwenstein, die sie verpachteten. In den ersten etwa 150 Jahren war sie anscheinend sehr lohnend, sie durfte 1588 Fenster für das Stuttgarter Lusthaus liefern, und 1643 war ihr Hüttmeister mit 1.600 Römern auf der Frankfurter Messe. Nach dem Dreißigjährigen Krieg begann der Niedergang der Glashütten in den Löwensteiner Bergen und im Mainhardter Wald. Die Neulauterner Hütte konnte sich mit Mühe halten.

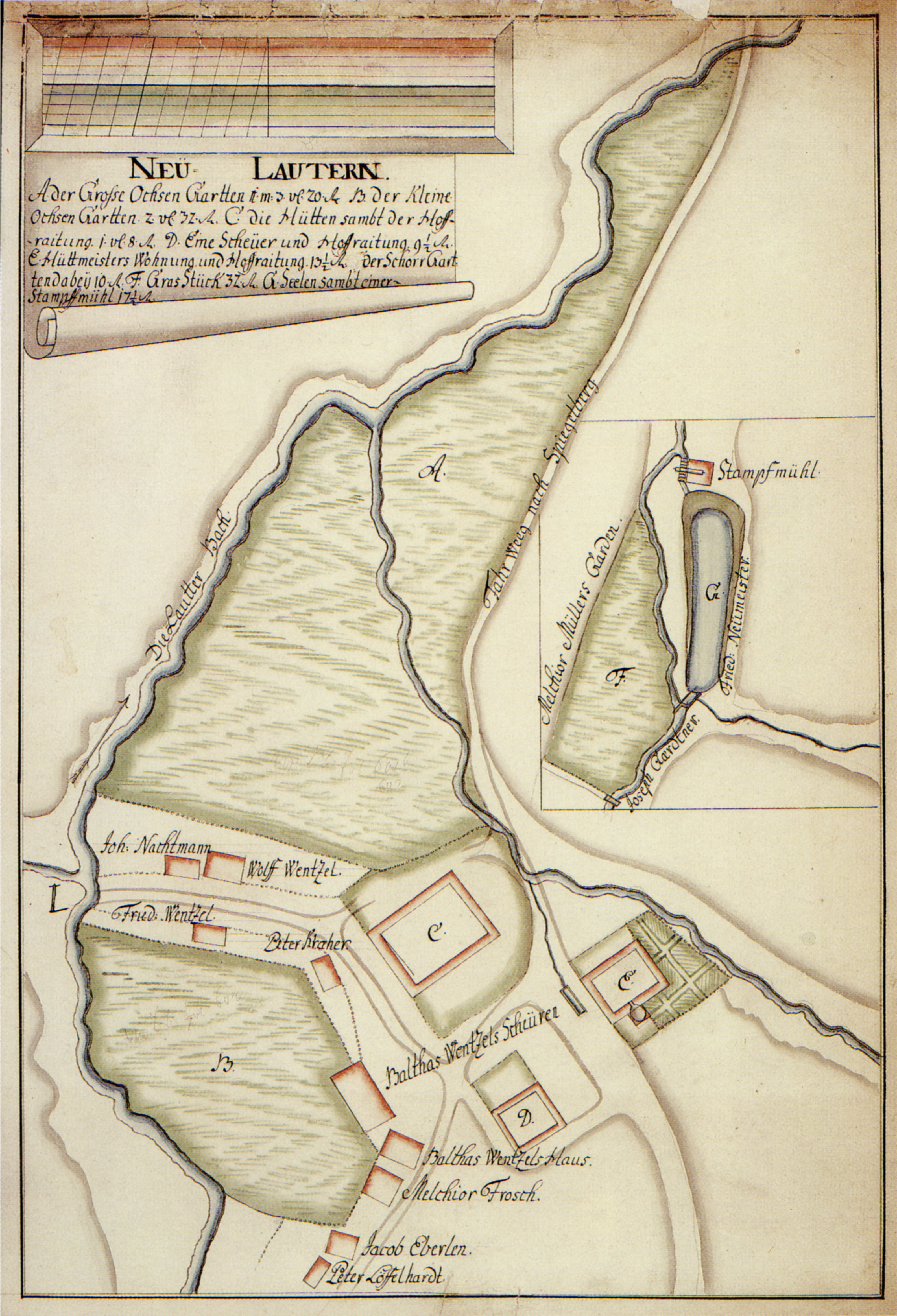
Nach Süden ausgerichteter Lageplan von Neulautern im 18. Jahrhundert. Das große Gebäude C ist die Glashütte, die Gebäude D (Scheune) und E (Haus des Hüttmeisters) gehören ebenfalls zur Hütte.

Um 1746 sorgte in Neulautern und Umgebung eine Räuberbande um Caspar „Kasperle“ Neumeister für Unruhe, die sich in den leerstehenden Gebäuden der naheliegenden Neuhütte im Joachimstal einquartiert hatte. Am 19. Februar 1746 wurden zwei der Brüder Neumeisters von Militäreinheiten in Neulautern gefasst, Caspar Neumeister selbst entkam.
Im 18. und frühen 19. Jahrhundert war die Familie Wenzel weit in Wüstenrot verbreitet. Aus ihr entstammten neben mehreren Schultheißen und Gastwirten vor allem zahlreiche Hüttenmeister der Glashütte in Neulautern. Der Bundeskanzler Helmut Schmidt, dessen Vater anfangs noch den Nachnamen Wenzel trug, stammt von dem um 1800 aus Wüstenrot nach Hamburg verzogenen Christian Heinrich Wenzel ab. Johann Conrad I. Wentzel, ein Bruder des Schmidt-Ahnen Leonhard Friedrich Wentzel, gründete außerdem 1736 die Glashütte in Erlach.
1772/73 erfasste ein „Silberrausch“ Wüstenrot und Umgebung, und auch in Neulautern wurde – vergeblich – nach Silber gegraben. 1806 kam die Grafschaft Löwenstein ganz zum Königreich Württemberg und bildete dort zunächst die Altwürttembergische Reservaten-Vogtei Löwenstein. Neulautern wurde eine eigene Gemeinde und 1810 zunächst dem Oberamt Backnang, 1812 dem Oberamt Weinsberg zugeteilt.
Nach dem Jahr ohne Sommer 1816 kam es in Württemberg zu einer Auswanderungswelle, von der auch Neulautern erfasst wurde. Nach Anwerbung durch die russische Krone wanderten 1817 ein Landwirt, ein Glasfabrikant, ein Arbeiter und ein Maurer mit ihren Familien nach Südrussland aus.
1821 kam das endgültige Ende der Glashütte. Erfolglos wurde nach Steinkohle gegraben. Die Bevölkerung, die sich von kärglicher Landwirtschaft und als Hausierer ernähren musste, verarmte zunehmend. 1835 wurde eine Armenkasse gegründet. Durch einen hohen Geburtenüberschuss nahm die Bevölkerung von 1824 bis 1847 um 20 Prozent zu, 1847 verzeichnete das württembergische Staatshandbuch 547 Ortsangehörige in Neulautern, 63 in Altlautern. Um 1850 erreichte die Einwohnerzahl ihren Höchststand und nahm dann durch Abwanderung und – teils staatlich geförderte – Auswanderung wieder ab. 1910 verzeichnete eine Zählung des Zollvereins noch 287 Einwohner in Neulautern und 20 in Altlautern. 1855 kam Neulautern zusammen mit einer Reihe benachbarter Gemeinden wegen großer Armut der Bevölkerung und infolgedessen ungenügender Finanzen unter Staatsaufsicht, die in Neulautern bis 1876 andauerte.
Eine 1850 errichtete neue Fabrik südlich des Ortes (heute der Wohnplatz Lautertal) stellte zunächst Steingut her und fungierte dann bis 1897 als Weberei. 1905 übernahm der Heilbronner Fabrikant Gustav Hauck mit seinem Unternehmen Joh. Ludw. Reiner die Fabrik und stellte dort Zigarren her, was mit Unterbrechungen bis 1951 anhielt.

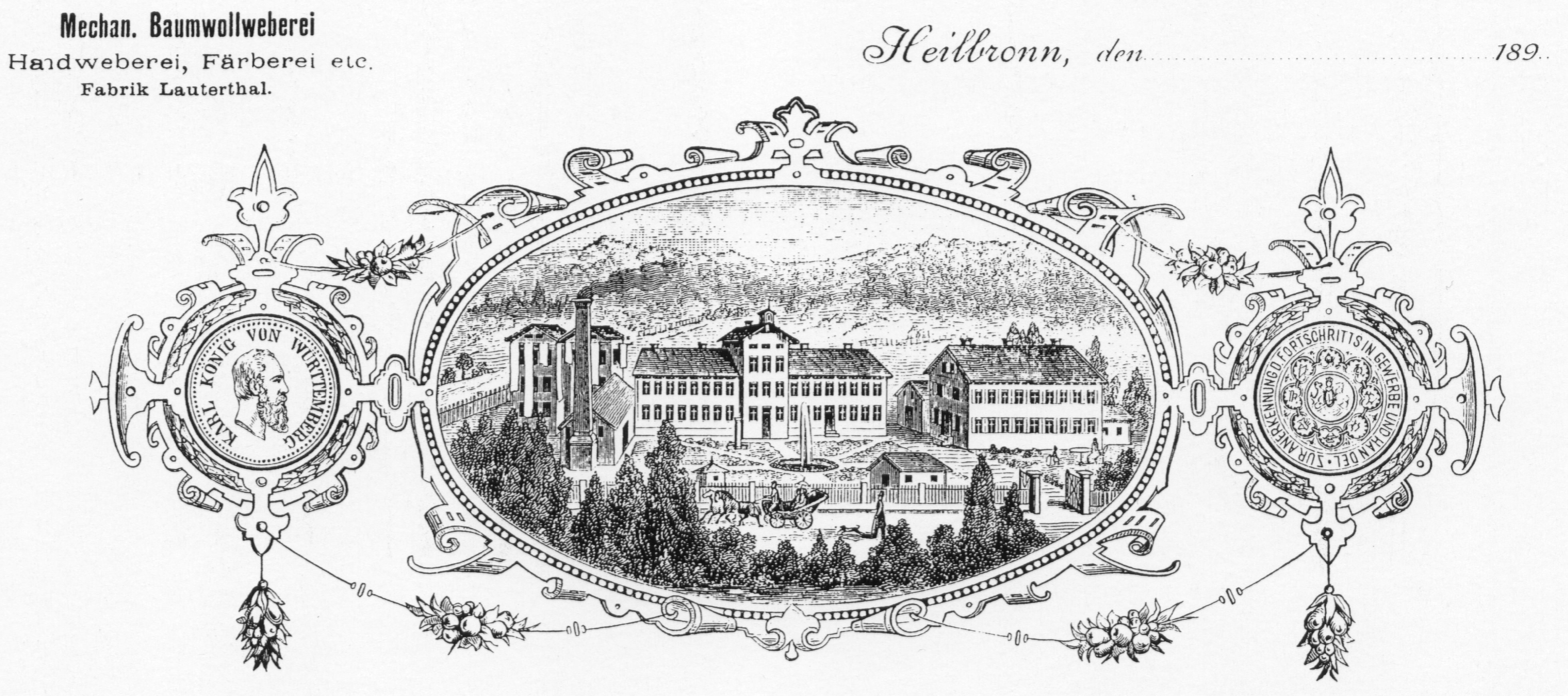
Briefkopf der Weberei mit Ansicht des Fabrikgebäudes Ende des 19. Jahrhunderts

Mit der Auflösung des Oberamts Weinsberg kam Neulautern 1926 zum Oberamt Heilbronn (ab 1934 Kreis Heilbronn, ab 1938 Landkreis Heilbronn). Die Weltwirtschaftskrise wirkte sich, u. a. durch die Schließung der Zigarrenfabrik 1930/31, auch auf Neulautern aus; bei der Volkszählung im Juni 1933 waren von 226 Berufstätigen im Ort 11,9 % arbeitslos.
Die Zeit des Nationalsozialismus brachte neben staatlichen Arbeitsbeschaffungsmaßnahmen einen verkleinerten und gleichgeschalteten, nur noch mit NSDAP-Mitgliedern besetzten Gemeinderat sowie eine NSDAP-Ortsgruppe (ab 1937, vorher Stützpunkt bzw. Zelle der Ortsgruppe Wüstenrot). 1935 bis 1937 betriebene Versuche der Nachbargemeinde Spiegelberg, Neulautern eingemeinden zu lassen, führten nicht zum Erfolg. Gegen Ende des Zweiten Weltkriegs kam Neulautern vom 14. bis 18. April 1945 unter amerikanischen Artilleriebeschuss, der die Kirche schwer beschädigte. Die beschossenen deutschen Truppen zogen sich, nachdem sie in der Nacht zum 17. April alle drei in den Ort führenden Brücken gesprengt hatten, zurück, sodass die US-Truppen Neulautern am 18. April ohne Widerstand besetzen konnten.
Der zur Stadt Beilstein gehörende Weiler Stocksberg, westlich und oberhalb von Neulautern gelegen, kam durch eine Eingemeindungsverfügung des von den Amerikanern eingesetzten Heilbronner Landrats Emil Beutinger vom 26. Mai 1945 zu Neulautern. Nach einer Bürgerversammlung und Abstimmung in Stocksberg, die zu Gunsten Beilsteins ausging, hob das württemberg-badische Innenministerium diese Verfügung zum 1. Juli 1950 auf, und Stocksberg kehrte zu Beilstein zurück.
Nach dem Zweiten Weltkrieg nahm Neulautern über 100 Heimatvertriebene auf, die Bevölkerungszahl wuchs von 318 (1939) auf 434 (1950). Sie nahm danach wieder ab, sank auf 402 im Jahr 1956 und 390 im Jahr 1961. Ein Gebietsausgleich mit der südlichen Nachbargemeinde Spiegelberg zum 1. Januar 1970 beseitigte ein jahrhundertealtes Grenzkuriosum: Östlich der Lauter reichte das Spiegelberger Gebiet bis zum nördlich Neulauterns gelegenen Weiler Lohmühle, westlich des Flusses hingegen reichte das Neulauterner Gebiet bis vor die Tore Spiegelbergs, was zur Folge hatte, dass in beiden Gemeinde Teile der Bebauung auf der jeweils anderen Gemarkung und damit in einem anderen Landkreis standen. Der Gebietsausgleich brachte nicht nur die Neulauterner Pfarrkirche erstmals auf eigenes Gebiet, sondern mit dem seit 1950 bestehenden Café Waldeck auch den bedeutendsten Fremdenverkehrsbetrieb des Ortes.
Bei der sich abzeichnenden baden-württembergischen Kommunalreform zu Beginn der 1970er-Jahre entschied sich Neulautern für ein Zusammengehen mit Wüstenrot und wurde zum 1. Januar 1973 eingemeindet. Genau ein Jahr später schloss sich Wüstenrot mit Finsterrot, Maienfels und Neuhütten zur neuen Gemeinde Wüstenrot zusammen. Zwei Neubaugebiete ließen die Einwohnerzahl anwachsen. Heute ist Neulautern im Wesentlichen ein Wohnort mit etwas Landwirtschaft und Tourismus.

## Religionen

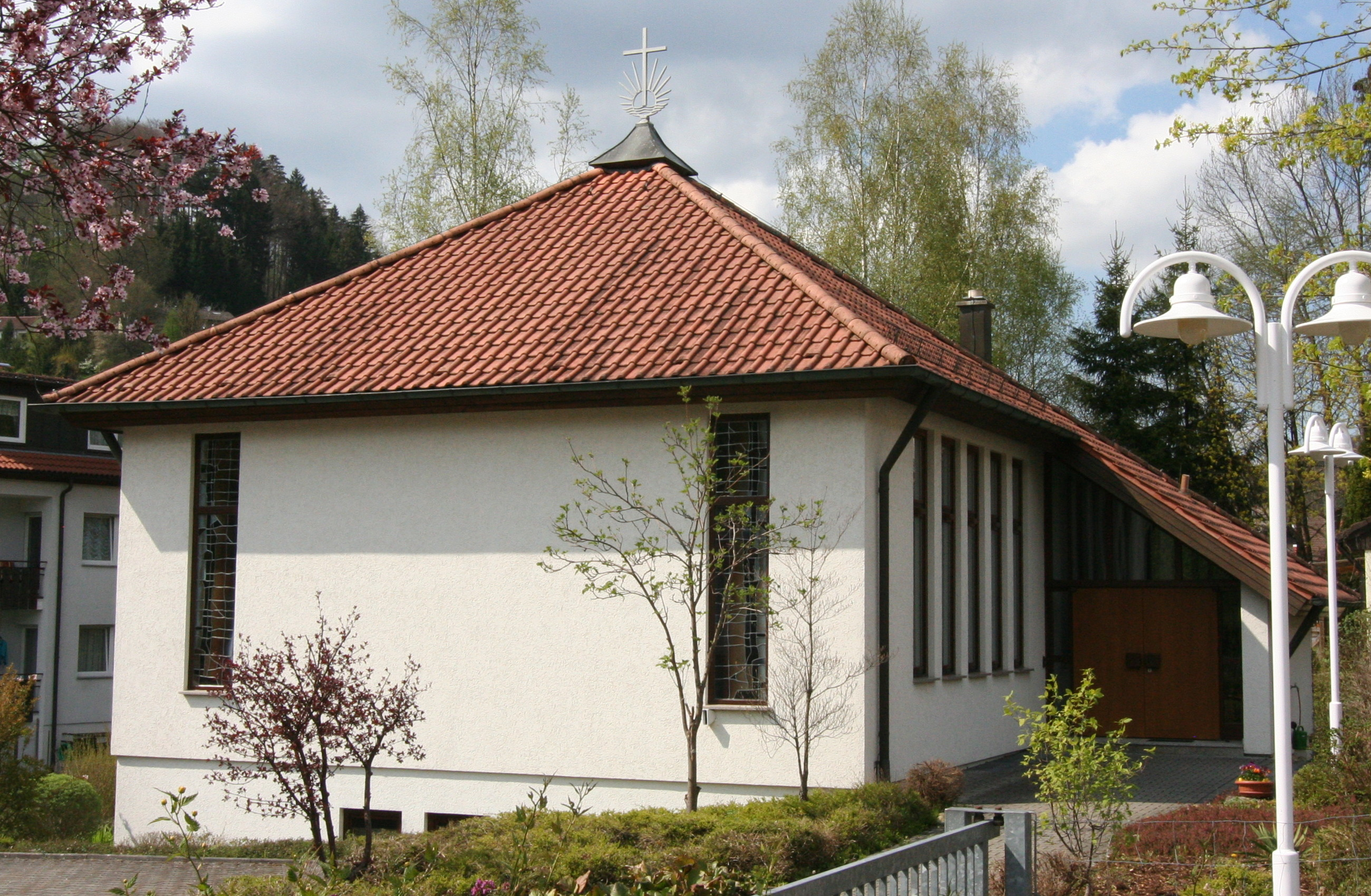
Neuapostolische Kirche Neulauterns

Neulautern gehörte kirchlich anfangs zu Löwenstein, wo auch der Gottesdienst besucht wurde, obwohl Löwenstein deutlich weiter entfernt lag als Wüstenrot, das aber württembergisch war. Wie Löwenstein war Neulautern evangelisch. 1848 erhielt die Gemeinde eine Pfarrverweserei, der Gottesdienst wurde im Schulhaus gehalten. 1852 wurde Neulautern zur eigenen Kirchengemeinde, der 1865 der zu Beilstein gehörende Weiler Stocksberg zugeordnet wurde. Am 19. Mai 1867 konnte dann die evangelische Pfarrkirche eingeweiht werden. Die heutige evangelische Kirchengemeinde Neulautern umfasst den gleichnamigen Ortsteil Neulautern der Gemeinde Wüstenrot sowie den kleinen Weiler Stocksberg der Stadt Beilstein und gehört zum Kirchenbezirk Weinsberg-Neuenstadt der Evangelischen Landeskirche in Württemberg.
In der Geschichte Neulauterns wurden Täufer (1586), Baptisten (1846) und Wesleyaner (Methodisten, um 1860) erwähnt. Die Neuapostolische Kirche verfügt über eine seit 1933 bestehende Kirchengemeinde in Neulautern. Ihr Kirchengebäude wurde 2018 entwidmet. Die ansässigen Katholiken gehören zur Kirchengemeinde (Obersulm-) Affaltrach, die in Neuhütten die St.-Barbara-Kirche besitzt.

## Politik

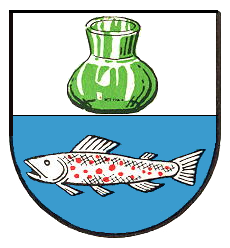
Wappen Neulauterns

### Ortschaftsrat und Ortsvorsteher
Neulautern ist im rechtlichen Sinne eine Ortschaft innerhalb Wüstenrots mit einem Ortschaftsrat, der sechs Mitglieder hat. Auf den Vorschlag des Ortschaftsrates hin wählt der Wüstenroter Gemeinderat einen ehrenamtlichen Ortsvorsteher Neulauterns. Diese Gremien sind zu wichtigen die Ortschaft betreffenden Angelegenheiten zu hören.
Ortsvorsteher ist (Stand 2. November 2023) Joachim Weiß.

### Wappen
Die Blasonierung des Neulauterner Wappens lautet: In geteiltem Schild oben in Silber ein grüner Glaskrug, unten in Blau eine schwimmende silberne Forelle.
Der Glaskrug erinnert an die bis 1821 bestehende Neulauterner Glashütte, während die Forelle ein Hinweis auf die forellenreiche Lauter ist. Die Gemeinde Neulautern nahm das Wappen 1930 auf Vorschlag der württembergischen Archivdirektion an.

## Bauwerke

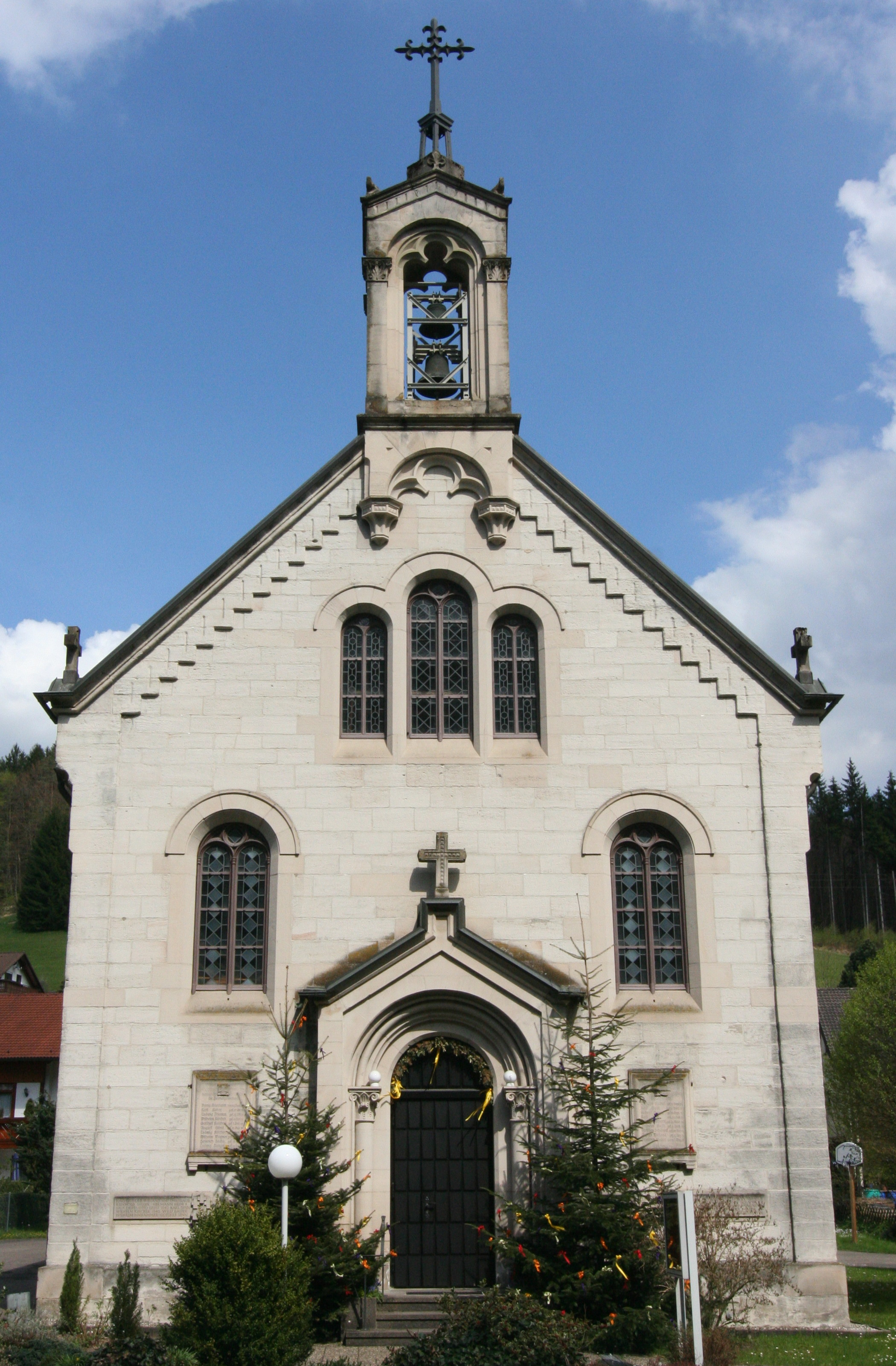
Die Martin-Luther-Kirche

Die am südöstlichen Ortsende gelegene Martin-Luther-Kirche, eine nach Nordosten ausgerichtete Saalkirche aus Sandstein, ist die evangelische Pfarrkirche Neulauterns. Sie entstand durch staatliche Veranlassung und aus Finanzmitteln des evangelischen Kirchenguts als Martin-Luther-Kirche samt Pfarrhaus 1865 bis 1867 nach Plänen des Heilbronner Baurates Albert Barth. Die nordwestliche Längsseite wurde 1945 durch Kriegseinwirkungen stark beschädigt und danach vereinfacht wiederhergestellt. Eine Innenrenovierung 1971/72 veränderte den ursprünglichen Raumcharakter durch Entfernen der alten Ausstattung und einer u-förmigen Empore weitgehend. Der Glaskünstler Hans Gottfried von Stockhausen schuf die Farbverglasungen der drei Chorfenster: 1951 zum Gedenken an die Toten des Zweiten Weltkriegs das Mittelfenster mit dem Auferstehungsmotiv, im Zusammenhang mit der Renovierung 1972 die beiden anderen Fenster (Geburt und Passion Jesu). Direkt neben der Kirche steht das evangelische Pfarrhaus, 1865/66 ebenfalls nach Plänen Albert Barths aus Sandsteinquadern errichtet.
Das 1838 erbaute ehemalige Schul- und Rathaus in der Ortsmitte Neulauterns, ein verputztes Fachwerkhaus mit klassizistischer Fassade, wurde 1930 umgebaut und 1978 renoviert. Seit 1975 ist es Bürgerhaus. Nicht weit entfernt steht an der Durchgangsstraße das ehemalige Gasthaus zum Löwen, früher das Hütthaus der Glashütte, das auf einem Schlussstein mit 1782 datiert ist, 1807 an den Löwenwirt verkauft und 1898 erweitert wurde. Das Erdgeschoss ist massiv ausgeführt, ab dem Obergeschoss ist das Haus aus verputztem Fachwerk. An einer Querstraße befindet sich ein vermutlich um 1800 erbautes Kleinbauernhaus (Erdgeschoss massiv, Obergeschoss Fachwerk) mit einer Hungertafel, die Lebensmittelpreise von 1772 bis zum Jahr 1817 verzeichnet, in dem die Getreidepreise nach Missernten im Jahr ohne Sommer 1816 stark anstiegen.
Etwa einen Kilometer südlich des Ortes befindet sich an der Straße nach Spiegelberg die ehemalige Fabrikanlage Lautertal, ein 1850 als Steingutfabrik errichteter langer Fachwerkbau mit mehreren Nebengebäuden in einem kleinen Park. Nach dem Konkurs der Steingutfabrik 1852 beherbergte das Ensemble bis 1897 eine mechanische Weberei, 1898 bis 1904 ein Luftkurhaus, 1906 bis 1951 (mit Unterbrechungen) eine Zigarrenfabrik, dann bis 1975 ein Möbellager. Seither befindet sich die Anlage in Privatbesitz.

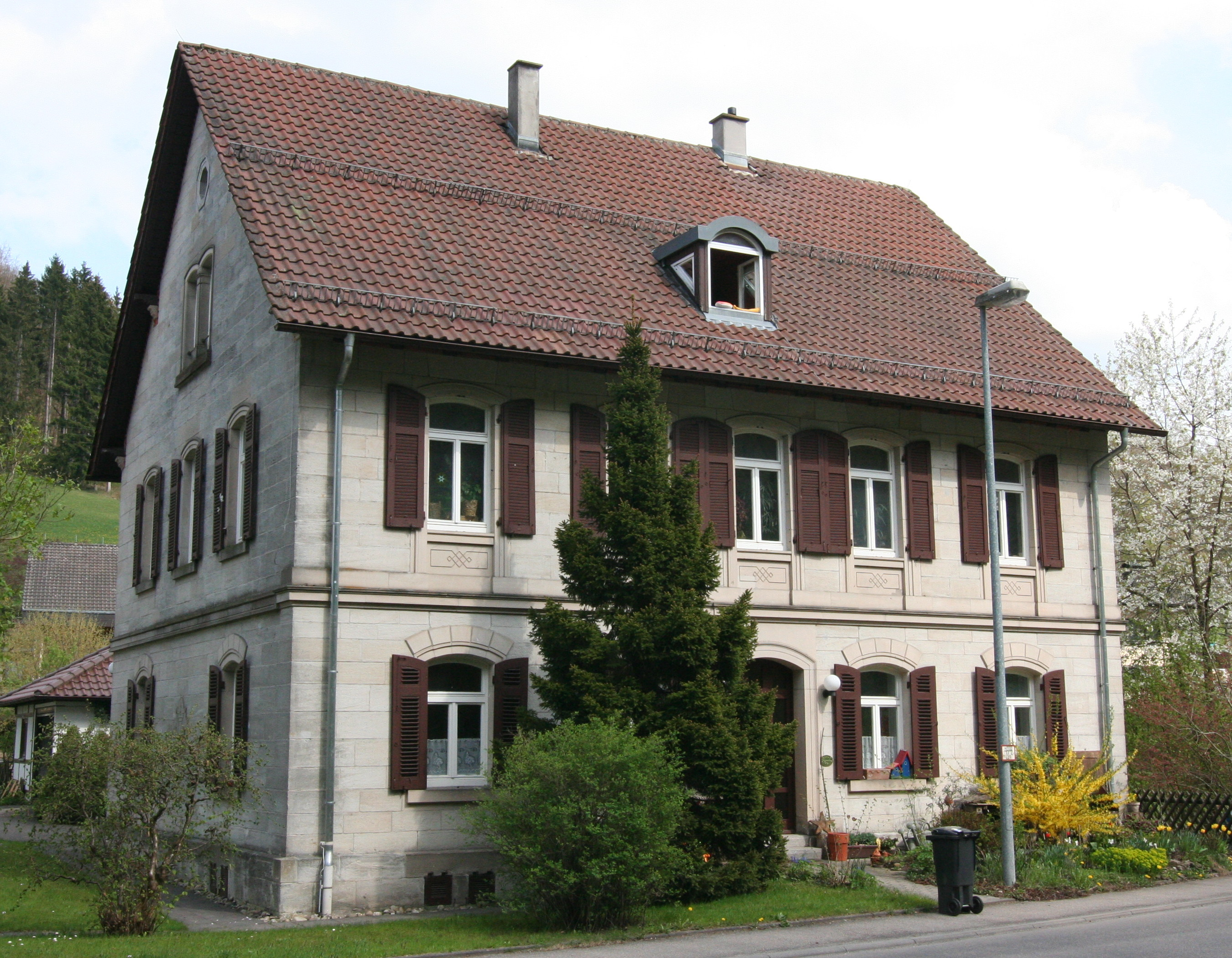
Pfarrhaus
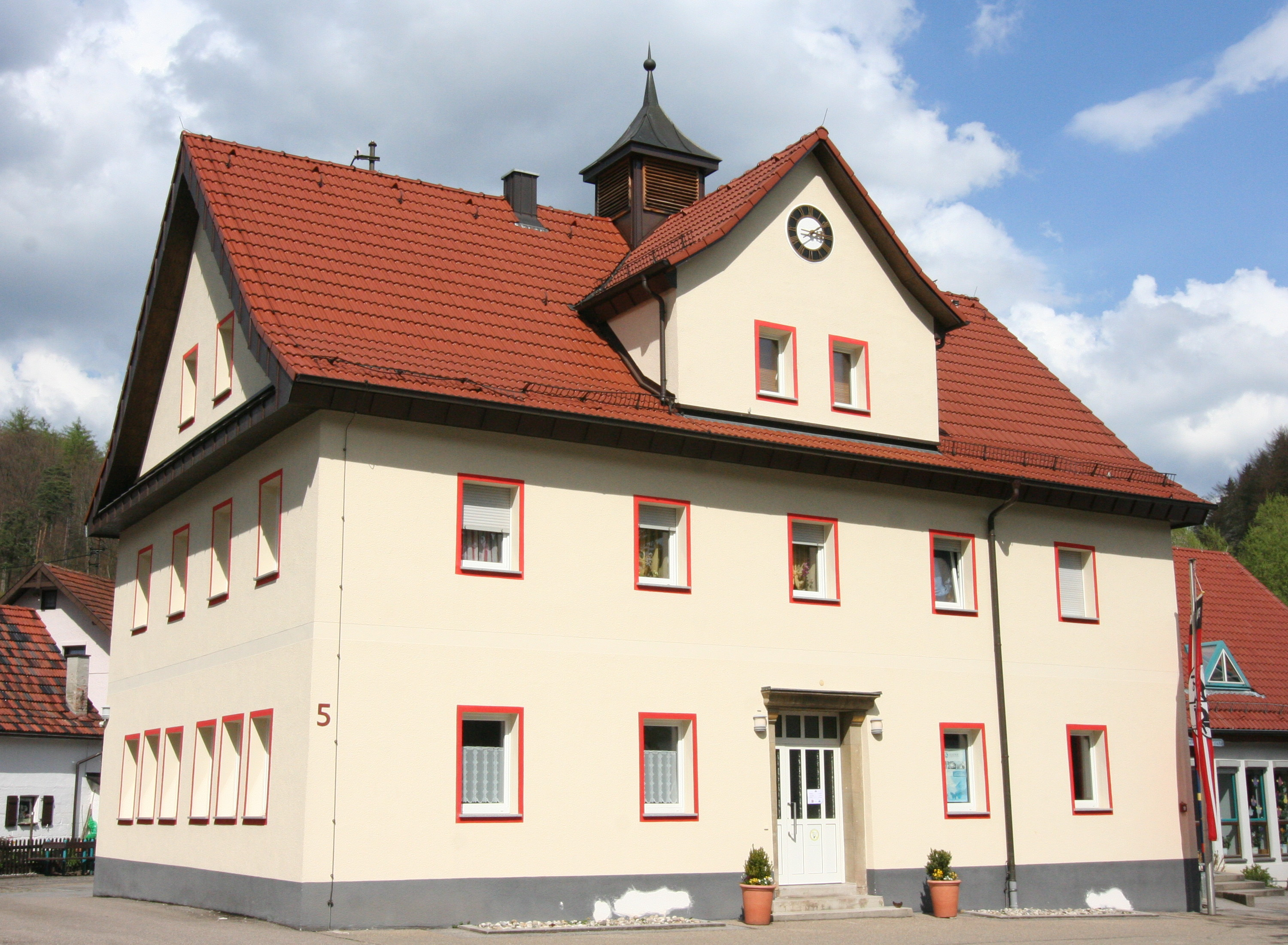
Ehemaliges Schul- und Rathaus
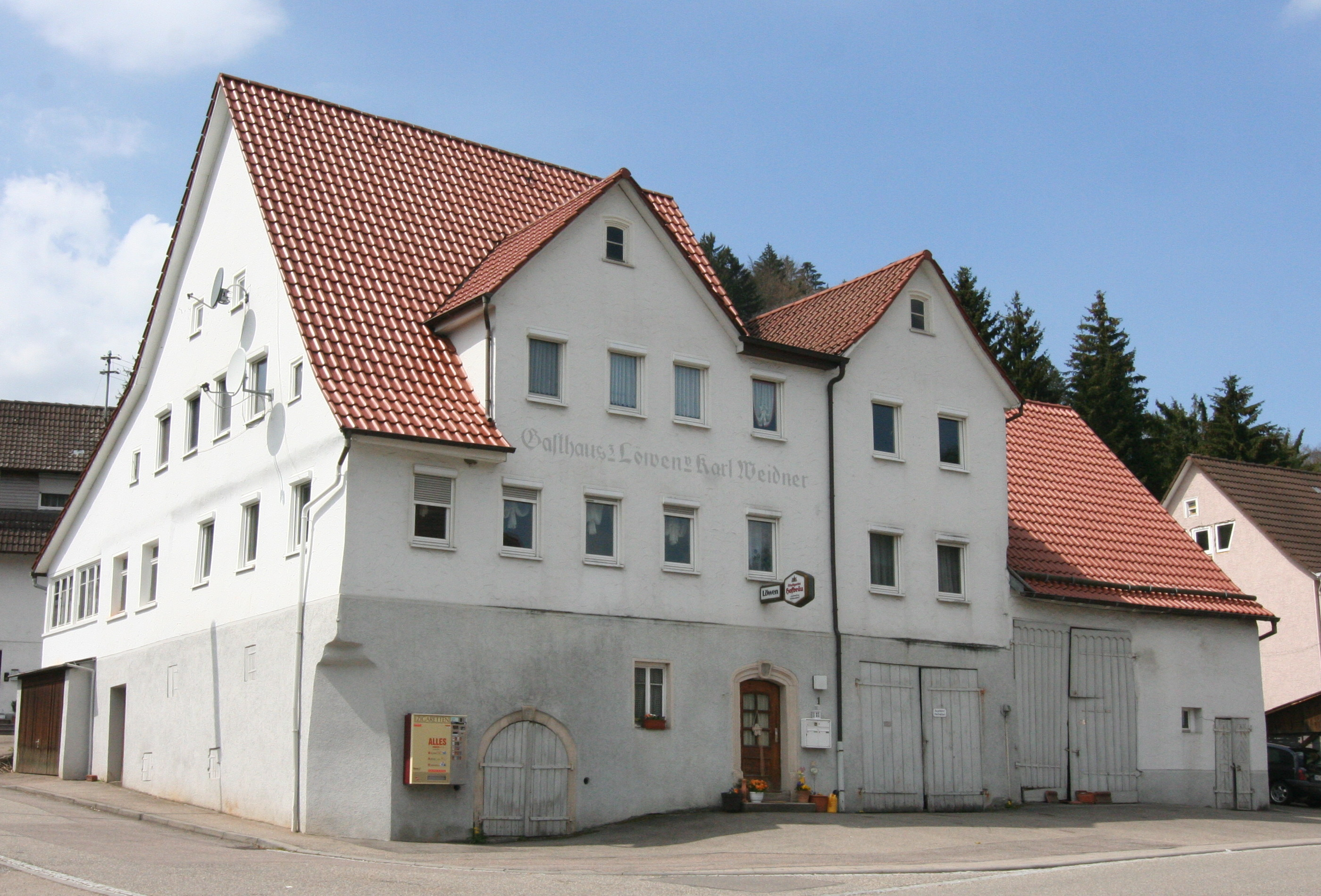
Gasthaus zum Löwen
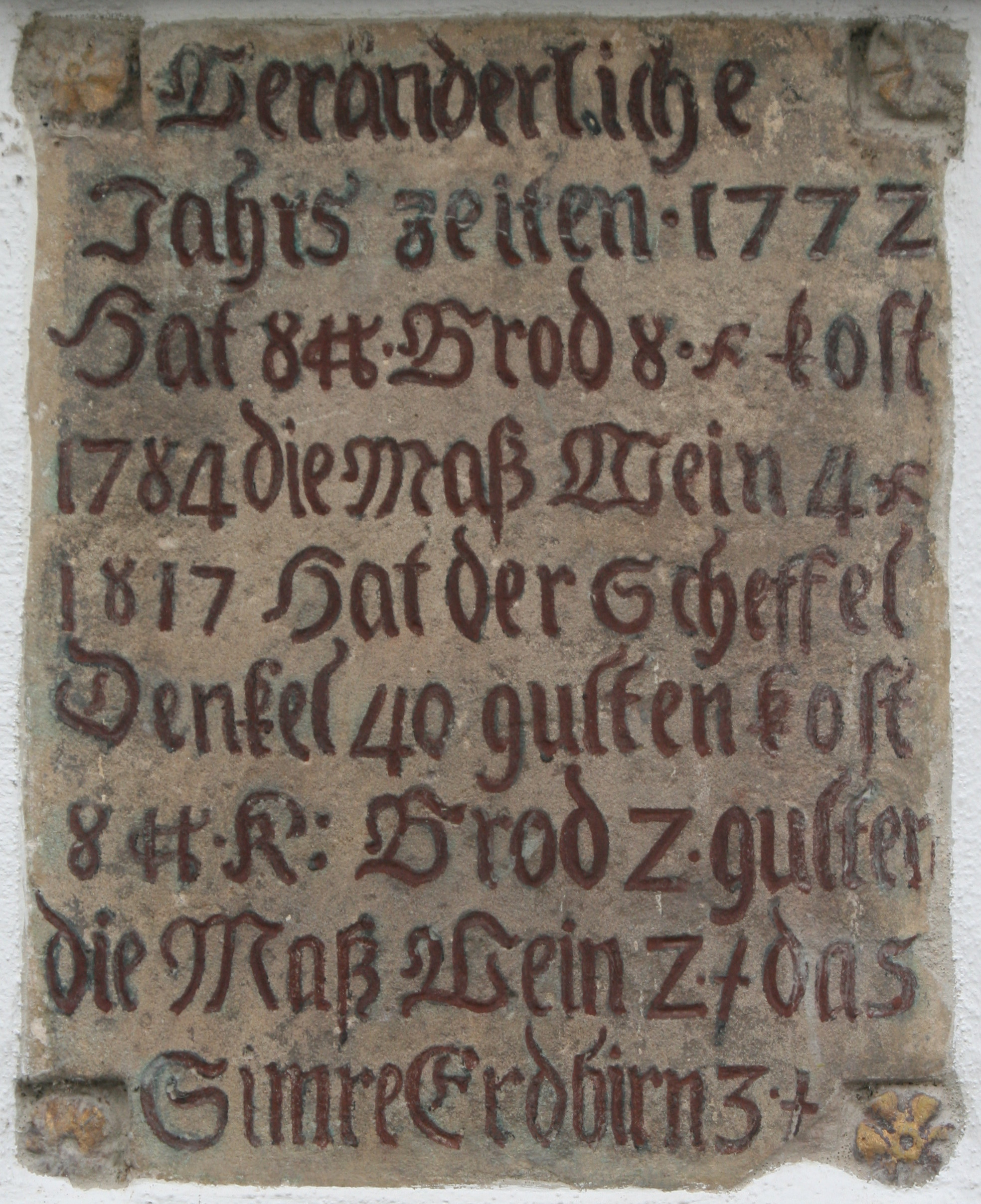
„Hungertafel“

## Vereine
Größter Verein in Neulautern ist der Fußballverein FC Neulautern 1928 mit 156 Mitgliedern und einem Sportplatz im Lautertal oberhalb Neulauterns. Seit 1888 besteht in Neulautern eine Feuerwehr.

## Infrastruktur
Die das Lautertal entlang verlaufende Landesstraße 1066 führt flussaufwärts zur Bundesstraße 39 und nach Löwenstein, flussabwärts nach Spiegelberg und weiter nach Sulzbach an der Murr, wo Anschluss an die Bundesstraße 14 besteht. Die Landesstraße 1090 führt den Buchenbach entlang nach Wüstenrot, die das Lautertal weiter nördlich bei dem Weiler Lohmühle querende Kreisstraße 2098 stellt die Verbindung zum Wüstenroter Ortsteil Stangenbach im Osten und zum Beilsteiner Weiler Stocksberg im Westen her. Der ÖPNV wird mit Bussen abgewickelt, die Neulautern mit Sulzbach an der Murr, Backnang, Wüstenrot, Löwenstein und Obersulm-Willsbach verbinden. In Sulzbach an der Murr besteht Anschluss an die Bahnstrecke Waiblingen–Schwäbisch Hall-Hessental, in Willsbach an die Bahnstrecke Crailsheim–Heilbronn mit der Stadtbahn Heilbronn.
Während Neulautern noch über einen eigenen Kindergarten verfügt, wurde die örtliche Grundschule 1975 aufgelöst, die Schüler des Ortes gehen seitdem zur Grundschule in Wüstenrot. Dort gibt es auch eine Werkrealschule. Weiterführende Schulen der Umgebung sind unter anderem die Realschulen in Obersulm und Mainhardt und die Gymnasien in Weinsberg und Obersulm.